# جين سويشلم
جين غراي كانون سويشلم (6 ديسمبر 1815-22 يوليو 1884) كانت صحفية أمريكية راديكالية وناشرة وداعية لإبطالية الاسترقاق ومدافعة عن حقوق المرأة. وكانت واحدة من أوائل الصحفيات في أمريكا التي عينها هوراس غريلي في جريدة نيويورك تريبيون. وكانت نشطة ككاتبة في بيتسبرغ في بنسلفانيا، وناشرة ومحررة في سانت كلاود في مينيسوتا.
أثناء عملها في الحكومة الفيدرالية في واشنطن العاصمة خلال إدارة الرئيس أندرو جونسون أسست سويشلم آخر صحيفة لها وهي ريكونستراكشنيست. وأدى انتقادها لجونسون في كتاباتها المنشورة إلى فقدانها وظيفتها وإغلاق الصحيفة. ونشرت سيرتها الذاتية عام 1881.

## حياتها المبكرة وتعليمها
ولدت سويشلم جين غراي كانون في بيتسبرغ في بنسلفانيا في الولايات المتحدة، وهي واحدة من عدة أطفال لماري (سكوت) وتوماس كانون، وكلاهما من المشيخيين من أصل إسكتلندي أيرلندي. وكان والدها تاجرًا وسمسارًا عقاريًا.
في عام 1823 عندما كانت جين تبلغ من العمر ثماني سنوات ماتت أختها ماري ووالدها بسبب السل تاركين الأسرة في ظروف صعبة. وعملت جين في عمل يدوي، وعملت في صنع الدانتيل والرسم على المخمل، وكانت والدتها ملونة لقبعات الليغورن والقش. وفي الثانية عشرة من عمرها جرى إرسالها إلى مدرسة داخلية لعدة أسابيع، حيث لم تكن هناك مدارس عامة في ذلك الوقت. وعندما عادت إلى المنزل علمت أن الطبيب يعتقد أنها في المرحلة الأولى من السل. وكانت والدتها قد فقدت بالفعل أربعة من أطفالها بسبب الأمراض. وانتقلت مع أطفالها إلى قرية ويلكينسبيرغ خارج بيتسبرغ، وبدأت بتأسيس متجر. وبعد مزيد من الدراسة الرسمية بدأت جين تدريس أطفال القرية في عام 1830. وفي ذلك العام علمت عائلتها أن شقيقها الأكبر ويليام الذي يحبه الجميع كثيرًا قد مات بسبب الحمى الصفراء في نيو أورلينز حيث كان يعمل.

## مسيرتها المهنية
في 18 نوفمبر عام 1836 تزوجت كانون بجيمس سويشلم وهو في العشرين من عمره من بلدة مجاورة. وكانت جين عازمة الإرادة على جعل ظروف الزواج صعبة. وانتقل الزوجان إلى لويفيل في كنتاكي عام 1838، حيث كان جيمس يريد العمل مع أخيه صموئيل. وفي هذا المكان واجهت جين العبودية لأول مرة وهو ما ترك أثرًا كبيرًا في نفسها. وكان في جوراها رجل باع أطفاله مختلطي العرق. وقد كتبت في سيرتها الذاتية عن بعض المشاهد التي شاهدتها والقصص التي سمعتها.
في عام 1839 انتقلت إلى فيلادلفيا خلافًا لرغبة زوجها لرعاية والدتها المريضة. وبعد وفاة والدتها ترأست مدرسة دينية للفتيات في بتلر في بنسلفانيا. وبعد عامين عادت للانضمام إلى زوجها في مزرعته، التي أسمتها سويسفيل شرق بيتسبرغ. (اليوم المنطقة إدجوود).

### نشاطها وكتاباتها الصحفية
خلال هذا الوقت بدأت سويشلم كتابة مقالات ضد عقوبة الإعدام وقصصًا وقصائد ومقالات لصحيفة مناهضة للعبودية هي ذا سبيرت أوف ليبرتي وغيرها من الصحف في بيتسبرغ. ومع زوال صحيفة ذا سبيرت أوف ليبرتي وصحيفة ألباتروس المشابهة لها في الأفكار، أسست سويشلم صحيفة ساترداي فيزيتر في عام 1847. ووصلت في النهاية إلى توزيع على مستوى وطني بلغ نحو 6000، وفي عام 1854 جرى دمجها مع الطبعة الأسبوعية من مجلة بيتسبرغ كوميرشال جورنال. وكتبت العديد من الافتتاحيات التي تدافع عن حق الملكية للمرأة.
في 17 أبريل عام 1850 أثناء عملها في صحيفة نيويورك تريبيون أصبحت أول مراسلة أنثى يجري قبولها في مجموعة المراسلين بمجلس الشيوخ الأمريكي. وبرزت روايتها عن مشاجرات ذلك اليوم حينها على نطاق واسع، حيث سحب عضو مجلس الشيوخ عن ولاية مسيسيبي هنري فوت مسدسه عندما هاجمه السناتور عن ولاية ميسوري توماس هارت بنتون. ووفقًا لإحدى الصحف في ولاية ويسكنسن «لا أحد سوى امرأة عادية يمكن أن تقدم وصفًا لمثل هذا المشهد بشكل مثير للاهتمام. تلك الإثارة المتشنجة والعصبية الحابسة للأنفاس والتي من شأنها أن تحرج قصة الرجل وتضيف ذوقًا وعظمة إلى قصة المرأة».